# Yahya Sobeih
Yahya Sobeih (en árabe: يحيى صبيح‎; Gaza, 1993 - Gaza, 7 de mayo de 2025) fue un periodista, editor y reportero palestino de la ciudad de Gaza. Murió en un ataque aéreo israelí el 7 de mayo de 2025 mientras informaba sobre un ataque israelí previo contra un restaurante y un mercado muy concurrido en el barrio de Al-Rimal en la ciudad de Gaza. Sobeih era uno de los pocos periodistas que quedaron en el enclave palestino durante la guerra de Gaza y fue ampliamente reconocido por su cobertura de la vida cotidiana, cuestiones humanitarias y la resiliencia de la población gazatí.

## Biografía
Sobeih trabajaba como periodista independiente y editor para agencias de noticias locales en Gaza, compartiendo con frecuencia imágenes e historias desde el terreno, incluso desde comedores populares y esfuerzos de socorro comunitario. Era conocido por estar «siempre cerca de la gente» y por destacar historias de supervivencia y dignidad en medio de la devastación de la guerra.
El 7 de mayo de 2025, Yahya Sobeih murió en un ataque aéreo israelí que alcanzó un mercado abarrotado y un restaurante en el barrio de Al-Rimal, en el oeste de la ciudad de Gaza. Al menos otros nueve palestinos murieron en el mismo ataque, según fuentes locales. Su muerte se produjo apenas horas después de que celebrara el nacimiento de su hija, compartiendo una foto y un mensaje sobre su llegada en su cuenta de Instagram.
El asesinato de Sobeih fue condenado por organizaciones de libertad de prensa, incluidas Reporteros Sin Fronteras y el Comité para la Protección de los Periodistas, como parte de un patrón más amplio de ataques contra periodistas en Gaza desde octubre de 2023. En el momento de su muerte, al menos 214 periodistas habían sido asesinados en Gaza durante la campaña militar israelí. En 2024, Israel ocupó el primer puesto como el país que más asesinó a periodistas, con un total de 85 profesionales de la información muertos. Esta cifra supuso más del 70 % de las muertes de periodistas en 2024.

## Familia
Yahya Sobeih, residente de la ciudad de Gaza, dio la bienvenida a su hija recién nacida pocas horas antes de su muerte.